# Lacaria picuncharia
Lacaria picuncharia là một loài bướm đêm trong họ Geometridae.